# Doppler (médecine)
Pour les articles homonymes, voir Doppler.
Le doppler est une fonction du radiographe (le radiographe est un matériel de médecine) utilisant l'effet Doppler des ultrasons.
En 1958, le doppler continu (un cristal émettant et recevant en continu des ultrasons) permit l'étude de la circulation sanguine dans les vaisseaux (Rushmer). Le premier doppler pulsé (émission de l'ultrason en discontinu et fenêtre d'écoute temporelle fixée, permettant d'analyser la vitesse du sang à une profondeur définie) a été introduit par Baker en 1970.
- L'échographie doppler, couplée ou non à un examen échographique, permet d'analyser la vitesse du sang. On peut ainsi quantifier des débits, des fuites ou des rétrécissements.
- En cardiologie, on peut analyser la vitesse des parois du cœur à l'aide du doppler tissulaire (TDI = « Tissular Dopplar Imaging »)